# Valea Bujorului
Valea Bujorului – wieś w Rumunii, w okręgu Giurgiu, w gminie Izvoarele. W 2011 roku liczyła 557 mieszkańców.